# Lyon - La Duchère
El club Lyon - La Duchère, antes llamado Sporting Club Lyon, es un equipo de fútbol de Francia que milita en el Championnat National 2, la cuarta liga de fútbol más importante del país.

## Historia
Fue fundado en el año 1964 en la ciudad de Lyon.
A pesar de ser un equipo modesto han tenido grandes participaciones en la Copa de Francia, como en la edición del 2006 en la que llegaron hasta los octavos de final, en la que dejaron en el camino a 2 equipos de la Ligue 1, así como en alcanzar la ronda de 16 en 3 ocasiones.

## Palmarés
- CFA - Grupo B: 1

2015/16

## Jugadores

### Jugadores destacados
- Éric Abidal
- Sabri Lamouchi
- Khaled Lemmouchia
- Slavoljub Nikolić